# Музей освобождения Парижа
Музей освобождения Парижа (фр. Mémorial Leclerc — Musée Jean Moulin) открыт в 1994 году, в год 50-летия освобождения Парижа от немецкой оккупации.
Основная часть экспозиции посвящена двум эмблематическим фигурам освобождения: маршалу Леклерку, чья танковая дивизия вошла в Париж 25 августа 1944 года, и Жану Мулену (фр. Jean Moulin) — одному из создателей армии Сопротивления.

## Экспозиция
Обе части коллекции музея берут своё начало в частных коллекциях, подаренных в начале 90-х годов городу Парижу. История этих даров объясняет и — довольно длинное по французским мерам — название музея.
Сначала фонд памяти маршала Леклерка (фр. Fondation du Maréchal Leclerc) дарит городу свою коллекцию. Принимая дар, мэр Парижа пообещал создать мемориал имени маршала. Затем Антуаннет Сасс (фр. Antoinette Sasse) — подруга Жана Мулена — отдаёт городу свою коллекцию с условием, что новый музей будет назван именем героя Сопротивления.

## Практическая информация
Музей расположен в Париже, в квартале Монпарнас, на территории сада Атлантик, разбитого над вокзалом Монпарнас. Ближайшие станции метро — Montparnasse-Bienvenüe, Gaîté и Pasteur.
Адрес: 23, Allée de la 2e DB, Jardin Atlantique, 75015 Paris
Музей открыт все дни кроме понедельника с 10:00 до 18:00.